# Prionyx binghami
Prionyx binghami là một loài côn trùng cánh màng trong họ Sphecidae, thuộc chi Prionyx. Loài này được Jha and Farooqi miêu tả khoa học đầu tiên năm 1996.